# Guadalix de la Sierra
Guadalix de la Sierra là một đô thị trong Cộng đồng Madrid, Tây Ban Nha. Đô thị này có diện tích 61 km², dân số theo điều tra năm 2010 của Viện thống kê quốc gia Tây Ban Nha là 5877 người. Đô thị này nằm ở khu vực có độ cao 832 mét trên mực nước biển.